# صنعت نساجی در ایران
صنعت نساجی در ایران دارای دیرینگی‌ای دورودراز و یکی از مهم‌ترین بخش‌های اشتغال‌زا است. صنعت نساجی در ایران جزء صنایعی برشمرده می‌شود که از پیشینهٔ فراوانی برخوردار بوده است.

## تاریخچه
در حدود پنج هزار سال پیش از میلاد مردم غارنشین فلات ایران بر اثر تغییراتی که از لحاظ آب و هوا و تشکیل مزارع و چمنزارها به وجود آمد به دشت‌ها روی آوردند و زندگی تازه‌ای را آغاز کردند و در تمدن آن‌ها نسبت به دوران‌های پیشین پیشرفت بیشتری دیده شد. قدیمی‌ترین مردم دشت‌نشین، مردم محل سیلک نزدیک کاشان بودند که آثار زندگی ایشان را در آن‌جا به دست آورده‌اند. ..... در همین محل مقداری دوک‌های سنگی و گِلین به دست آورده‌اند تصور می‌رود که مردم آن زمان با صنعت نساجی آشنایی داشته‌اند.
در دوران مدرن کارخانه‌های تاریخی پارچه‌بافی در اصفهان نقش تعیین‌کننده‌ای در تاریخ صنعت نساجی در ایران داشته‌اند.

## دورنگاه
بر پایهٔ سند چشم‌انداز ۱۴۰۴ ایران، صنعت نساجی ایران باید به رتبه سوم منطقه (خاورمیانه) و رتبه پنجاه جهان دست پیدا کند. معنی روشن و هویدا این سخن این است که نام ایران، در حال اکنون حتی در میان سیاهه ۵۰ کشور برتر صنعت نساجی جهان نیز قرار ندارد.
در ایران یازده صنعت به‌عنوان صنایع استراتژیک انتخاب‌شده‌اند که عبارت‌اند از:
- صنعت خودرو
- صنعت فولاد
- صنعت نساجی و پوشاک
- صنعت سیمان
- تایر و تیوب
- لوازم خانگی
- صنعت کاشی و سرامیک
- صنعت مس
- صنایع سلولزی یا صنعت چوب و کاغذ
- صنایع غذایی و آشامیدنی
- صنایع دریایی

صنعت نساجی سومین صنعت از صنایع استراتژیک ایران است و این نشان از اهمیت آن در سیاست‌گذاری‌ها و برنامه‌ریزی‌های کلان کشور ایران دارد. بااین‌حال کم‌توجهی به صنعت نساجی و پوشاک در ایران موجب شده تا این صنعت در سال‌های اخیر نه‌تنها رویش را تجربه نکند، بدتر از آن، اینکه با رکود نیز روبرو شود.

## پنبه
نساجی بیش از هر عامل دیگری با فرازوفرودهای پنبه گره‌خورده، زیرا زیربنای رویش و پیشرفت صنعت نساجی در یک کشور، آرامش در چگونگی مایهٔ اولیهٔ آن، یعنی پنبه است اما قیمت پنبهٔ بومی در ایران از نرخ جهانی آن بالاتر است و این پنبه، توانا به تأمین نیاز صنایع نساجی نیست و کشت پنبه به دلیل عدم به‌کارگیری از دانش کشاورزی امروزین، و به دلایل فنی روندی کاهنده داشته‌است، به‌گونه‌ای که تأمین پنبهٔ موردنیاز نساجی امروزه به کاستی‌ای بنیادین تبدیل شده‌است.

## ظرفیت
گنجایش صنعت پوشاک در ایران به گونه‌ای بوده‌است که، بیست و هشت نام بازرگانی ترکیه سالانه به شکل رسمی یا قاچاق حدود ۴٬۰۰۰٬۰۰۰٬۰۰۰ دلار پوشاک وارد بازار ایران می‌کنند (آمار ۱۳۹۷).

### اهمیت در میزان اشتغال
تراز سرمایه‌گذاری ارزی برای برپاداشتن یک شغل در صنعت نساجی در سنجش با خیلی از صنایع، بسیار پایین است. ازآنجاکه این صنعت نسبت به بخش‌های اقتصادی در سطح ملی و نیز در میان زیر بخش‌های صنعت، بالاترین توان اشتغال‌زایی را به خود اختصاص داده حدودِ هجده درصد اشتغال در صنعت وابسته به نساجی است و صنعت نساجی ایران ازنظر اشتغال‌زایی پس از صنعت نفت قرار دارد، ولی همچنان با دشواری‌هایی بسیاری مانند قاچاق کالا، عوارض سنگین، واردات بی‌رویه، کمبود نقدینگی و شیوهٔ به‌کارگیری قانون نوسازی صنایع رو در رو است.

### عوامل اقتصادی مؤثر بر صنعت نساجی در ایران
نرخ تمام‌شدهٔ یک محصولِ نساجی در کشور ایران، سی تا چهل درصد از کشورهای هم‌جوار بالاتر است. تعرفه‌های بالای گمرکی برای ماشین‌آلات بافندگی، معضلِ مهمی برایِ تولیدکنندگان ایران است. تولیدکنندگان دیگر کشورها با عضویت در سازمان تجارت جهانی، وادار به پرداخت تعرفهٔ واردات کالا نیستند. عضویت در WTO، مجالی برای اقتصاد، نساجی و صنایع وابسته به آن در ایران خواهد بود تا شاید بتوانند وارد بازارهای جهانی شوند.

## آمارها
نساجی در میان نیازهای بنیادین اقتصادی مردم ایران در درجهٔ سوم اهمیت پس از مواد غذایی و سرپناه قرار دارد و چهار درصد ارزش‌افزودهٔ صنعتی و ده درصد از سراسر صادرات صنعت کشور ایران را نیز شامل می‌شود؛ و بر اساس آمارهای موجود، گردش دارایی بخش پوشاک در ایران دوازده میلیارد دلار است (سال ۱۳۹۷ شمسی)، که سی درصد از این میزان را پوشاک ساخت ترکیه و واردات آنچه به‌صورت رسمی و چه به‌صورت قاچاق تشکیل می‌دهند. به‌طورکلی اندازه واردات کالا از ترکیه به ایران حدودِ سه میلیارد دلار است که از این میزان، فقط بیش از یک میلیارد دلار آن به‌تنهایی سهمِ واردات پوشاک هست؛ و درصورتی‌که چشم‌انداز تجاری ترکیه با ایران در سال دو هزار و بیست و سه محقق شود، ترکیه می‌تواند سالانه ۱۶٬۰۰۰٬۰۰۰٬۰۰۰ از حجم صادرات خود را به پوشاک اختصاص دهد.